# Frederik Ahlefeldt
Frederik Ahlefeldt, född 1623, död den 7 juli 1686, var en dansk storkansler.

## Biografi
Efter att han använts i åtskilliga diplomatiska uppdrag utnämndes Ahlefelt till ståthållare 1661 i Köpenhamn och 1663 i den kungliga delen av Slesvig-Holstein. På det ståtliga slott, Gråsten, som han låtit bygga, inredde den mycket förmögne Ahlefeldt ett furstligt hem, utnämndes 1665 till tysk riksgreve och vidgade genom väldiga nyfärvärv sina domäner.
Efter tronskiftet 1670 intog han, trots sin envishet och häftighet allmänt aktad, några år den obestritt första platsen i Kristian V:s rådkammare, men utträngdes så småningom av Peder Schumacher Griffenfeld. Då emellertid dennes övermodiga despotism även riktades sig mot Ahlefeldt, slöt han sig öppet till Griffenfelds fiender och anses därmed ha varit den, som drev kungen att låta gunstlingen falla. Ahlefeldt blev därefter storkansler och innehade den posten fram till sin död. Han arbetade försiktigt med återvinnandet av Skåne och Sønderjylland, men blandade sig föga i den egentliga kanslistyrelsen.